# 아시안 게임 드래곤보트
아시안 게임 드래곤보트는 아시안 게임에서 드래곤보트로 경기를 겨루는 아시안 게임 경기 종목이다. 

## 세부종목
- 남자 250m
- 남자 500m
- 남자 1000m
- 여자 250m
- 여자 500m
- 여자 1000m

## 메달 집계
| 순위 | 국가       | 금메달 | 은메달 | 동메달 | 합계 |
| ---- | ---------- | ------ | ------ | ------ | ---- |
| 1    | 인도네시아 | 3      | 3      | 0      | 6    |
| 2    | 중국       | 3      | 0      | 2      | 5    |
| 3    | 미얀마     | 0      | 3      | 0      | 3    |
| 4    | 태국       | 0      | 0      | 3      | 3    |
| 5    | 대한민국   | 0      | 0      | 1      | 1    |
| 합계 | 합계       | 6      | 6      | 6      | 18   |